# Крістіна Міхалакова
Крістіна Міхалакова (словац. Kristína Michalaková; нар. 30 травня 1985) — колишня словацька тенісистка.
Завершила кар'єру 2008 року.

## Фінали ITF серед юніорів

### Парний розряд (4–5)
| Легенда (Win/Loss) |
| ------------------ |
| Категорія GA       |
| Категорія G1       |
| Категорія G2       |
| Категорія G3       |
| Категорія G4       |
| Категорія G5       |

| Результат | Ранг | Дата          | Місце                        | Grade | Покриття | Партнерка                 | Суперниці                             | Рахунок       |
| --------- | ---- | ------------- | ---------------------------- | ----- | -------- | ------------------------- | ------------------------------------- | ------------- |
| Перемога  | 1.   | січень 2001   | Братислава, Словаччина       | G2    | Килим    | Домініка Дьєшкова         | Michala Bzduseková Ярміла Вулф        | W/O           |
| Перемога  | 2.   | жовтень 2001  | Гонконг                      | G2    | Тверде   | Андреа Сестіні Главачкова | Матея Межак Саня Мірза                | 6–3, 2–6, 6–1 |
| Поразка   | 1.   | грудень 2001  | Брейдентон, Флорида, США     | G1    | Тверде   | Андреа Сестіні Главачкова | Несса Етьєнн Мелісса Торрес Сандоваль | 0–6, 3–6      |
| Поразка   | 2.   | грудень 2001  | Маямі, Флорида, США          | G3    | Тверде   | Андреа Сестіні Главачкова | Ліана Унгур Делія Сезкіоряну          | 3–6, 0–6      |
| Поразка   | 3.   | липень 2002   | Ессен, Німеччина             | G1    | Ґрунт    | Катержина Богмова (1986)  | Ярміла Вулф Андреа Сестіні Главачкова | 4–6, 2–6      |
| Поразка   | 4.   | серпень 2002  | Квебек, Канада               | G1    | Тверде   | Андрея Клепач             | Чжань Цзіньвей Ганна Ноні             | 6–3, 3–6, 3–6 |
| Перемога  | 3.   | жовтень 2002  | Osaka Mayor's Cup, Японія    | GA    | Тверде   | Емма Лайне                | Даніелла Джефлі Софі Фергюсон         | 6–2, 6–0      |
| Поразка   | 5.   | листопад 2002 | Esch-sur-Alzette, Люксембург | G1    | Килим    | Емма Лайне                | Анна-Лена Гренефельд Андреа Петкович  | 5–7, 2–6      |
| Перемога  | 4.   | січень 2003   | Мельбурн, Австралія          | G1    | Тверде   | Емма Лайне                | Kim Ji-young Kim So-jung              | 6–3, 6–2      |